# IC 2275
IC 2275 — галактика типу * (зірка) у сузір'ї Рак.
Цей об'єкт міститься в оригінальній редакції індексного каталогу.